# GOAT Radio
GOAT Radio (früher Planet 105 resp. Radio 105 sowie später 20 Minuten Radio) ist ein Schweizer Internet-Formatradio. Das Programm hat den Sitz in der Hottingerstrasse 10 in 8032 Zürich und teilt die Studioräumlichkeiten mit Radio 1.

## Programm
Das am 1. März 2023 neu lancierte GOAT Radio spielt nur die Greatest Hits Of All Time, was sich im Namen widerspiegelt. Das Formatradio konzentriert sich insbesondere auf die Pop-Rock-Hits der 80er-Jahre. Im Mittelpunkt steht die Musik. Diese wird durch das Moderations-Team dezent begleitet. Zu jeder vollen Stunde bietet GOAT Radio ein Newsbulletin, das in Zusammenarbeit mit Radio 1 entsteht.
Produziert und moderiert wird das Schweizer Retro Radio vom Team unter der Leitung von Marc Jäggi: Moe Morgenstern (Moderator und Musikchef), Remo «Freezy» Hunziker (Moderator), Chiara Pagliaro (Moderatorin), Zoé Zimmermann (Moderatorin), Fred Voisard (Head of Production) und Andreas Güntensperger (Technik).

## Geschichte
Das Schweizer Radio sendet seit 1998 im Kabelnetz der ganzen Deutschschweiz, gegründet wurde es unter dem Namen Radio 105 und später zu Planet 105 umbenannt. Der Jugendsender Planet 105 wird seit dem 27. November 2019 von 20 Minuten (TX Group) vertrieben. 20 Minuten ist der reichweitenstärkste Schweizer Medientitel mit Präsenz in der Deutschschweiz, der Westschweiz und im Tessin. Vom 27. November 2019 bis zum 28. Februar 2023 hiess es 20 Minuten Radio. Seit dem 1. März 2023 erscheint der Sender unter dem Namen GOAT Radio in einem brandneuen Look und mit neuer Zielgruppe. Zum 31. Dezember 2024 wurden die Verbreitungswege UKW und DAB+ eingestellt. Bis dahin hatte das Programm gemäss Mediapulse-Daten vom 2. Halbjahr 2021 täglich im Schnitt rund 61’520 Hörer (Montag bis Sonntag).